# دكتور كومالو
دكتور كومالو (بالإنجليزية: Doctor Khumalo)‏ (مواليد 26 يونيو 1967) هو لاعب كرة قدم. يلعب مع منتخب جنوب أفريقيا لكرة القدم. سبق له أن لعب في كأس العالم لكرة القدم مع منتخب بلاده.

## روابط خارجية
- دكتور كومالو على موقع الاتحاد الدولي (مؤرشف)  (الإنجليزية)
- دكتور كومالو على موقع الدوري الأمريكي (الإنجليزية)
- دكتور كومالو على موقع قاعدة بيانات كرة القدم.إي يو (الإنجليزية)
- دكتور كومالو على موقع ناشيونال فوتبول تيمز (الإنجليزية)
- دكتور كومالو على موقع عالم كرة القدم.نت (الإنجليزية)